# 후수
후수(後手)는 바둑이나 장기 등의 시합에서 뒤에 두는 일을 뜻한다. 먼저 두는 경우는 선수(先手)라고 한다.